# Област Хотаку
Област Хотаку (јап. 飽託郡) Hōtaku-gun се налази у префектури Кумамото, Јапан. 

## Бивше вароши и села
- Акита
- Кавачи
- Тенмеј
- Хокубу

## Спајања
- 1. фебруара 1991. године вароши Акита, Хокубу, Кавачи и Тенмеј су спојене у проширени град Кумамото. Област Хотаку је укинута као резултат овог спајања.